# Philippe Hurepel
Philippe Hurepel (1201 júliusa – Corbie, 1234. július 19.) Clermont-en-Beauvaisis, Boulogne, Aumale és Dammartin grófja, II. Fülöp Ágost francia király és Merániai Ágnes gyermeke volt.

Philippe Hurepel címere. A gróf volt az első ismert Capeting, aki a liliomos pajzson egyéb mintát is használt.

Bár atyja és anyja házasságát sosem ismerte el, sőt kiátkozással sújtotta a királyi párt, III. Ince pápa hajlandó volt legitim Capeting-örökösöknek tekinteni Philippe-et és testvérét, Máriát. Philippe-et atyja egy régi riválisa, az 1214-es bouvines-i csata során fogságba esett, és 1227-ben bekövetkezett haláláig bebörtönzött Renaud de Dammartin lányával, Mathilde-dal házasította össze. Philippe így lett apósa után Boulogne, Aumale és Dammartin grófja – igaz, Fülöp Ágost 1223-as haláláig a birtokok gyakorlatilag közvetlen királyi igazgatás alá tartoztak. 1218-ban a király apanázsként Clermont grófságát is a fiának adta.
A tartományában több várat építő Philippe 1226-ban csatlakozott bátyjához, VIII. Lajoshoz az albigens keresztes hadjáratra, mely az ország déli részén élő eretnekek ellen irányult. 1229-ben támogatta a Kasztíliai Blanka régensnő ellen lázongó nemeseket, és bár részt vett a lázadásban, bocsánatot nyert.
A gróf 1234-ben egy lovagi torna során halt meg, amikor IV. Florent holland gróffal mérkőzött meg. Az összecsapásban ellenfele is életét vesztette. Clermont-ban először Albéric nevű fia követte, ő azonban valamikor 1252 előtt húgára hagyta franciaországi birtokait, és Angliába települt. Johanna 1252-es halálával a grófság visszaszállt a koronára.
Boulogne-t és Dammartint az özvegy – 1235-től III. Alfonz portugál király felesége – tartotta meg 1259-ben bekövetkezett haláláig, míg Aumale-t Simon, a bebörtönzött Renaud öccse örökölte. Boulogne-t a párizsi parlament 1262-es döntése alapján Matild halála után viszálykodó rokonságából Brabanti Adelhaid szerezte meg magának.

## Utódai
- Jeanne (1219–1252), Clermont grófnője
- Albéric (1222–1284 után), Clermont grófja, 1252 előtt áttelepült Angliába, miközben lemondott minden jogáról húga javára